# Amory Lovins
Amory Bloch Lovins, född 13 november 1947 i Washington, D.C., är en amerikansk fysiker, miljöforskare, författare samt en av grundarna 1982 till organisationen  Rocky Mountain Institute, där han alltjämt (2017) är verksam.
Lovins har allt sedan början av 1970-talet på olika sätt engagerat sig för energi- och miljöfrågor och hur man kan verka för ett fredligt och uthålligt samhälle. Flera av hans böcker är översatta till svenska och förekom redan i 1970-talets svenska kärnkraftsdebatt - en debatt där Lovins även deltog personligen.
1983 tilldelades Lovins priset Right Livelihood Award. 2007 invaldes han i Kungl. Ingenjörsvetenskapsakademien.
2009 utsågs han av Time till en av världens 100 mest inflytelserika personer.